# 圆佛教

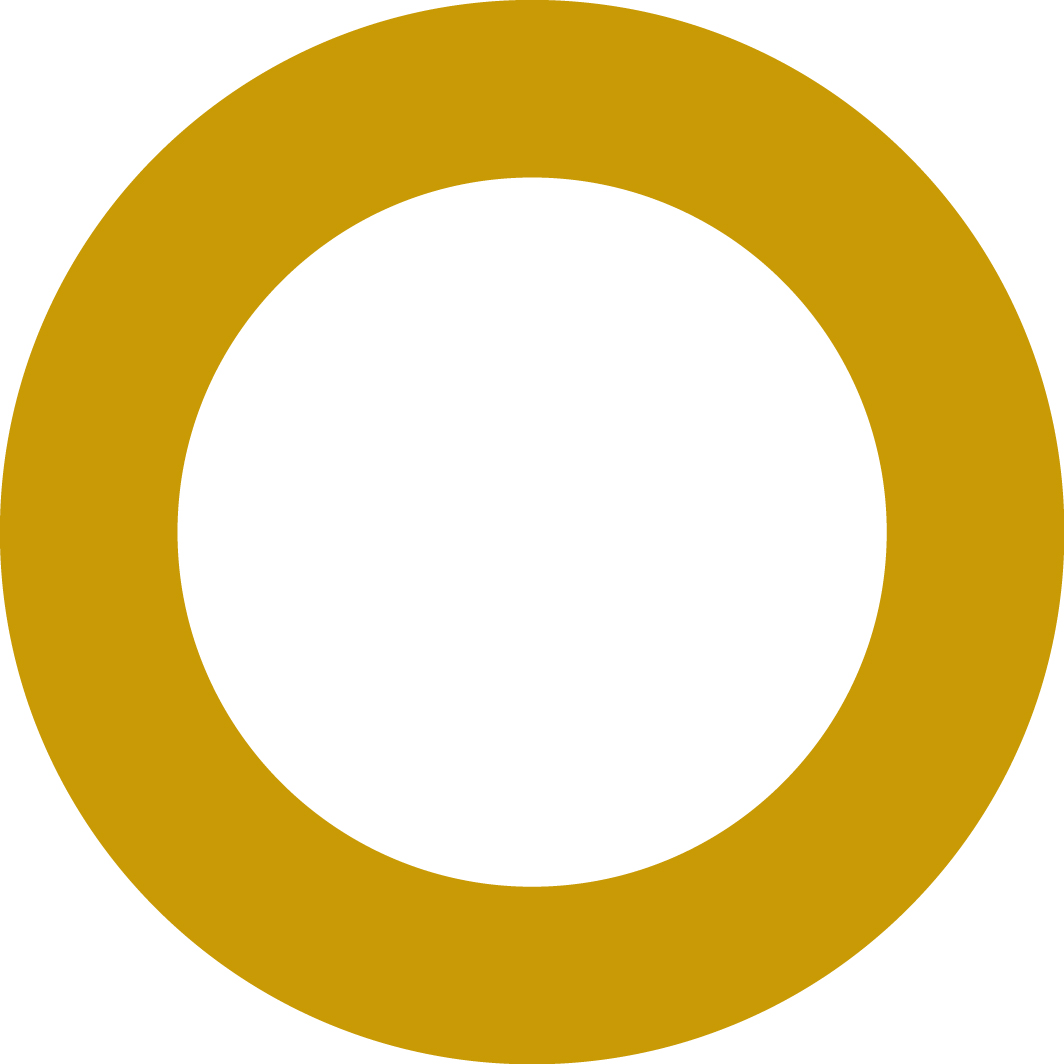
圓佛教教徽

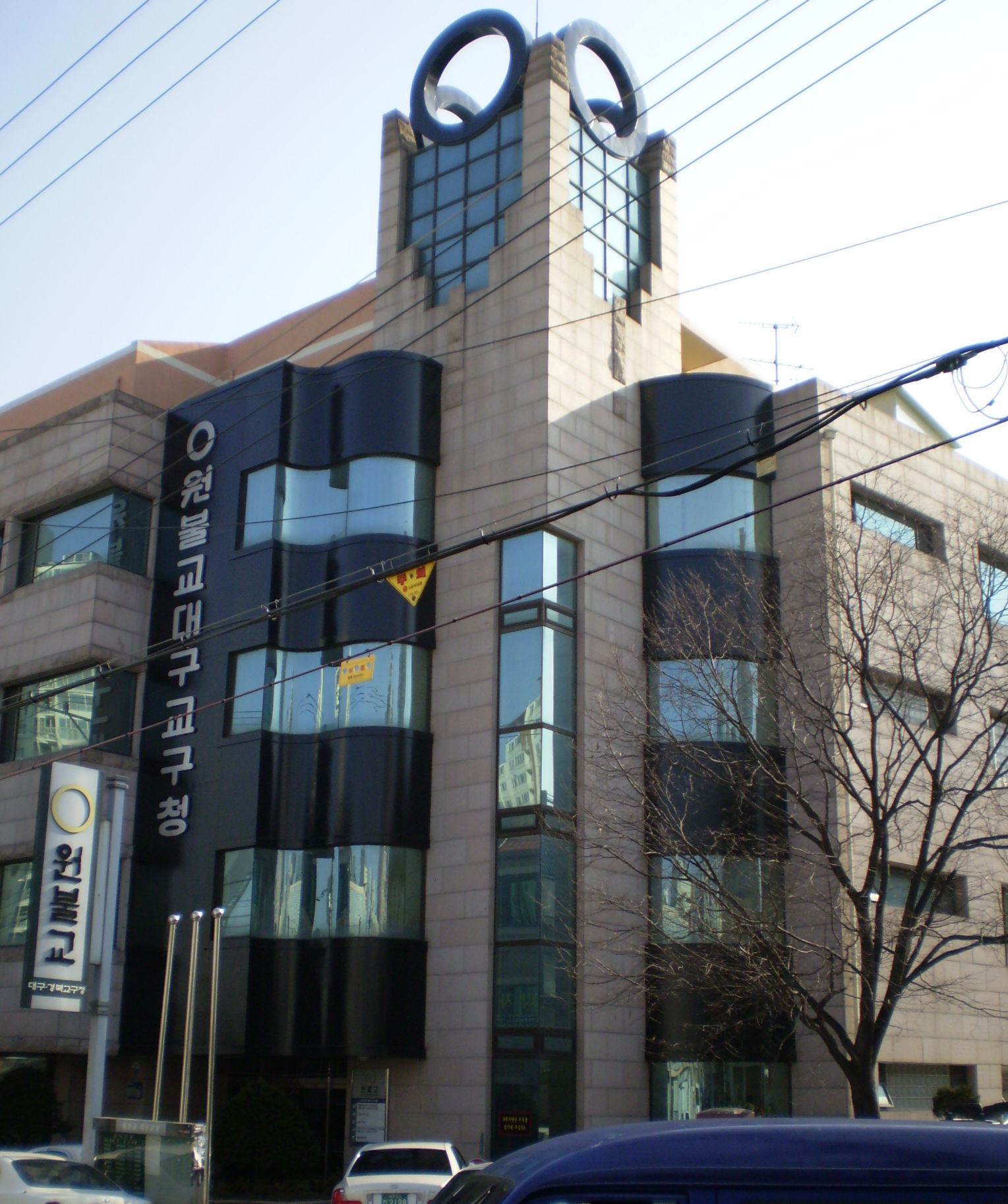
韩国大邱圆佛教中心

圆佛教（韓語：원불교）为源自韩国佛教系近代宗派。由少太山（소태산）大师（原名重彬）创建於1916年，据称他於该年悟道，後人尊他为教祖。其本山位於全羅北道益山市。

## 歷史
圓佛教起源於1916年，据称其教祖少太山（소태산）大师于该年悟道。
1947年，鼎山（정산）大师（原名宋奎，송규，1900 - 1962）继任为第二代祖师，他正式提倡使用“圆佛教”之名。

## 教義
该宗派信仰禪學，以《金剛經》傳授弟子，該宗的标志是一个圆相，即“〇”，它在该教派内取代了佛像。这个无始无终、包罗万象、圆融无碍的“〇”表示佛的法身、宇宙万有的本源、诸佛诸圣的心印及一切众生的本性。
其教理分真空妙有信仰门和因果报应修行门：
1. 真空妙有：信仰门包括慧（般若）、戒（戒律）、定（禅定）三项内容，即三学（精神修养、事理研究、行为取舍）、八戒（去除贪、嗔、痴、慢、疑、懈怠、不信、愤怒）和动静不离禅（无时不禅、无处不禅）。
2. 因果报应：修行门包括四恩（报天地恩、父母恩、同胞恩、法律恩）、四要（自力养生、智者本位、他人子女教育、公道者崇拜）和报恩即供佛（处处佛像、事事供佛）三项内容。
3. 其第三代祖师大举宗法师更提出“精神自主、身体自主、经济自主”三自方针，让信众践履“在家、出家、爱国（家）、济世（界）”四种修行原则。

## 評價
在中國，圓佛教尚無多大影響力。不過在北京大学宗教研究所，圓佛教被仍當做新興宗教予以研究。一般而言，因其偏離了傳統佛教的教義、儀軌、教團組織、服裝、戒律等，被中國佛教界認為是附佛外道。